# Dontostemon integrifolius
Dontostemon integrifolius là một loài thực vật có hoa trong họ Cải. Loài này được (L.) Ledeb. mô tả khoa học đầu tiên năm 1841.